# سهره زرد تبتی
سهره زرد تبتی (نام علمی: Spinus thibetanus) نام یک گونه از تیره سهره است. این گونه در بوتان، جمهوری خلق چین، هند، میانمار، و نپال پراکنش دارد زیستگاه این گونه بیشتر جنگل در سرزمین‌های پست می‌باشد اما در ارتفاعات بلند در کوه‌های هیمالیا نیز دیده شده‌است.